# Joodse begraafplaats (Thessaloniki)
De Joodse begraafplaats van Thessaloniki werd aan het einde van vijftiende eeuw aangelegd door Sefardische joden die voor de Spaanse inquisitie waren weggevlucht. In 1942 werd zij door het stadsbestuur met instemming van de Duitse bezetter verwoest. 

## Geschiedenis

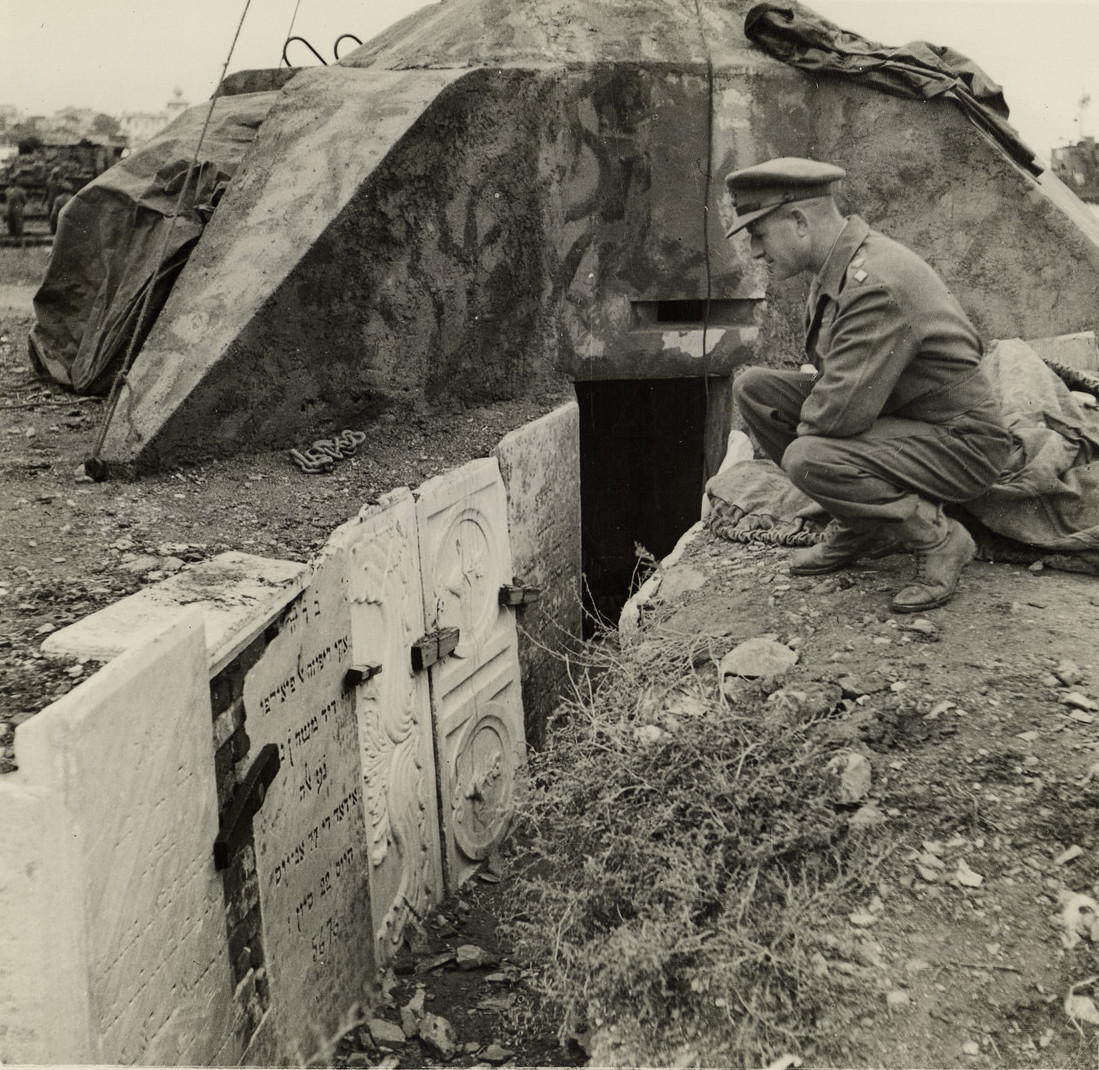
Een Britse officier kijkt naar Duitse verdedigingswerken waarbij Joodse grafstenen zijn gebruikt.

De Joodse begraafplaats in Thessaloniki werd aan het einde van de vijftiende eeuw aangelegd door Sefardische joden die uit Spanje waren weggevlucht. In de loop van de tijd werden er bijna een half miljoen mensen begraven. Graven mogen volgens het Joods geloof niet geruimd worden. Daardoor kreeg de begraafplaats een omvang van vijfendertig hectare.
Thessaloniki werd in 1917 getroffen door een grote brand die twee derde van de stad in as legde. Bij de wederopbouwplannen liet het stadsbestuur haar oog vallen op de Joodse begraafplaats. De Joodse gemeenschap verzette zich tegen plannen om de stoffelijke resten op te graven en op twee nieuw in te richten begraafplaatsen buiten de stad opnieuw te begraven. Uiteindelijk gingen zij er in 1937 mee akkoord om drie hectare op te geven voor de bouw van de Aristoteles-universiteit van Thessaloniki
Griekenland werd in 1941 bezet door Duitsland. Halverwege 1942 werden duizenden Joodse mannen in werkkampen geplaatst. De Duitse autoriteiten stemden er in oktober 1942 mee in deze hun vrijheid te geven tegen betaling van een bedrag van anderhalf miljoen drachmes en de overdracht van de Joodse begraafplaats. Daarbij werd afgesproken dat lichamen die in de laatste dertig jaar begraven waren konden blijven liggen.
Het stadsbestuur van Thessaloniki besloot in december 1942 de graven te ruimen. De vrijgekomen grond werd ter beschikking gesteld aan de Aristoteles-universiteit en deels gebruikt voor uitbreiding van de omliggende wijken. Met de uitvoering werd haast gemaakt, mogelijk vanwege de oprukkende geallieerden die intussen bijna geheel Noord-Afrika in handen hadden. Bij de sloop waren vijfhonderd werkmannen betrokken. Van de afspraak dat de "jonge" graven met rust gelaten zouden worden, kwam weinig terecht. 
Delen van de begraafplaats bleven intact tot 1947, maar zelfs toen gingen de verwoestingen nog door. De grafstenen werden doorverkocht en vaak gebruikt als bouwmateriaal, bijvoorbeeld bij de Hagios Demetrios. De Duitsers gebruikten de stenen voor de aanleg van wegen en een militair zwembad. De graven werden vaak doorzocht in de hoop kostbaarheden te vinden. In een herdenkingsboek uit 1992 staat een foto waarbij schoolmeisjes de musical Hamlet spelen en daarbij gebruik maken van schedels en botten die waren gevonden op de Joodse begraafplaats.
Vandaag de dag kunnen er nog steeds grafstenen worden teruggevonden in muren, wegen en kerken. Er wordt wel met meer respect mee omgegaan. Meestal worden ze verplaatst naar de nieuwe Joodse begraafplaats. Sommige stenen hebben een plaats gevonden in het Joods Museum van Thessaloniki. Sinds 2014 is er een monument op het terrein van de Aristoteles-universiteit ter nagedachtenis van de Joodse begraafplaats van Thessaloniki.